# Gerhard Günther (Theologe)
Max Hermann Rudolf Gerhard Günther (* 29. September 1889 in Blaubeuren; † 8. Dezember 1976 in Hamburg) war ein deutscher Theologe. Er war in der Zeit der Weimarer Republik ein einflussreicher konservativer Publizist. Von 1954 bis 1963 war er Leiter der Evangelischen Akademie in Hamburg.

## Familie
Als Sohn des Pfarrers Rudolf Günther wuchs Günther ab 1891 in Langenburg und später in Marburg auf. Die Mutter Agnes Günther, postum als Schriftstellerin bekannt, entstammte einer Bankiersfamilie aus Stuttgart. Die Tanten waren mit Friedrich Zeller beziehungsweise Johannes Lepsius verheiratet. Der Bruder Albrecht Erich Günther (1893–1942) war Freikorpskämpfer, wehrwissenschaftlicher Lektor der Hanseatischen Verlagsanstalt und Herausgeber der Zeitschrift Deutsches Volkstum.
Der Sohn Valentin Günther (1923–1944) fiel 1944 im Zweiten Weltkrieg.

## Leben
Günther studierte Theologie und Philosophie an der Universität Marburg und wurde 1913 Hilfspfarrer bei Gelnhausen. Im Ersten Weltkrieg diente er als Feldgeistlicher, gab danach aber seine kirchliche Laufbahn auf. 1920 wurde er Geschäftsführer des Vereins Volksheim in Hamburg und Schriftleiter von dessen Zeitschrift Das Volksheim. Ab 1924 arbeitete er als freiberuflicher Lektor und war zudem freier Mitarbeiter der Fichte-Gesellschaft von 1914 und der „Fichte-Hochschule“ Hamburg, 1928/29 war er Auslandssekretär der Deutschen Christlichen Studentenvereinigung (DCSV). 
Wie sein jüngerer Albrecht Erich stand er dem jungkonservativen Hamburger Kreis um Wilhelm Stapel nahe. Als Schriftleiter der Zeitschrift Glaube und Volk, die von der Christlich-deutschen Bewegung herausgegeben wurde, verband Günther seine konservative, antirepublikanische Einstellung mit christlichem Gedankengut. In seinem 1932 veröffentlichten Buch Das werdende Reich. Reichsgeschichte und Reichsreform beurteilte er den Nationalsozialismus positiv. Obwohl er 1933 in die NSDAP eingetreten war, blieb ihm die Aufnahme in die Reichsschrifttumskammer und die Reichspressekammer aufgrund der nichtarischen Herkunft seiner Ehefrau Else verwehrt. So arbeitete er ab 1936 bis 1939 als kaufmännischer Angestellter, ab 1939 als Sanitäter in der Wehrmacht. 1943 wurde er Lektor und Übersetzer für französische Literatur bei der Hanseatischen Verlagsanstalt in Hamburg, nach dessen Auflösung 1947 beim Nölke-Verlag für kirchliche Literatur.
An der 1945 gegründeten Evangelischen Akademie Hamburg wirkte Günther in verschiedenen Funktionen mit. 1953 wurde er Redakteur beim Deutschen Allgemeinen Sonntagsblatt und Mitarbeiter beim Deutschen Evangelischen Kirchentag. 1954 übernahm er die Leitung der Evangelischen Akademie Hamburg. 1963 trat er in den Ruhestand.

## Ehrungen
1960 erhielt Günther die theologische Ehrendoktorwürde der Evangelisch-Theologischen Fakultät der Universität Hamburg sowie den Verdienstorden der Bundesrepublik Deutschland erster Klasse und 1963 die Bugenhagenmedaille der Evangelisch-Lutherischen Kirche im Hamburgischen Staate.

## Schriften (Auswahl)
- Das Hamburger Volksheim 1901–1922. Die Geschichte einer sozialen Idee. Verlag der Arbeitsgemeinschaft, Berlin 1924.
- Das werdende Reich. Reichsgeschichte und Reichsreform. Hanseatische Verlagsanstalt, Hamburg 1932.
- Erweckung in Afrika. Vom Aufbruch junger Kirchen im östlichen Afrika. Evangelischer Missionsverlag, Stuttgart 1959 (2. Aufl. 1961).
- Ich denke der alten Zeit, der vorigen Jahre. Agnes Günther in Briefen, Erinnerungen, Berichten.  Steinkopf, Stuttgart 1973. ISBN 3-7984-0276-0